# Moraea fenestralis
Moraea fenestralis là một loài thực vật có hoa trong họ Diên vĩ. Loài này được (Goldblatt & E.G.H.Oliv.) Goldblatt miêu tả khoa học đầu tiên năm 1998.